# 喬爾納 (舊康斯坦丁諾夫區)
49°52′29″N 27°26′29″E / 49.87472°N 27.44139°E
喬爾納（烏克蘭語：Чорна）是位於烏克蘭西部的村莊，由赫梅利尼茨基州裡赫梅利尼茨基區的舊奧斯特羅皮利市鎮負責管轄。該村始建於1861年，面積2.06平方公里，海拔高度280米，2001年人口448，人口密度每平方公里217.3人。